# Diego Romano y Gobea
Diego Romano y Gobea (Valladolid, 1538 – Puebla de Zaragoza, 12 aprile 1606) è stato un vescovo cattolico spagnolo, vescovo di Tlaxcala dal 1578 alla morte.

## Biografia
Nacque a Valladolid probabilmente nel 1538. Effettuò studi nelle università di Valladolid e Salamanca, ottenendo in quest'ultima il grado di dottore in sacra teologia. 
Già dottore fu nominato canonico della Cattedrale di Granada; in seguito ricevette differenti carichi, tra cui provicario e governatore della diocesi stessa, inquisitore di Granada e Lérida e visitatore generale della provincia di Lorena.
Dopo la morte del vescovo Antonio de Morales Molina, re Filippo II lo presentò come suo successore sulla cattedra di Tlaxcala: la nomina fu poi confermata da papa Gregorio XIII il 13 gennaio 1578. Ricevette la consacrazione episcopale dal cardinale Diego de Espinosa nello stesso anno (anche se la data esatta è ignota), attraversando l'oceano e arrivando alla sede vescovile, Puebla de los Ángeles, nel settembre 1579. 
Durante il suo episcopato venne celebrato il terzo concilio provinciale messicano (1585), don Benito Bocardo consegnò la reliquia del Santo Sudario che venne esposta nella cattedrale e morì il venerabile Sebastián d'Aparicio, ordinò che si suonassero le campane quotidiane alle ore 3 pomeridiane alla memoria della Passione di Cristo e scelse Alfonso de la Mota y Escobar come vescovo ausiliare: trasferitosi da Guadalajara, sarà il suo successore.
Eresse la parrocchia di San José, per smembramento del suo territorio dal Sagrario (la massiccia chiesa odierna venne costruita anni dopo). Fondò inoltre il convento di San Gerolamo, che ospitò religiose provenienti dall'omonimo convento di Città del Messico. Concesse la licenza per la fondazione dell'ospedale di San Roque e il convento della Mercede e avviò la costruzione della cappella di San Marco (dopo essere stata eretta come parrocchia). Fu patrono dell'ospizio di bambini esposti di San Cristóbal fondato da Cristóbal de Rivera, cura di Tlacotepec e della scuola di San Juan, fondata da Juan de Larios, e beneficiato d'Acatlán.
Morì il 12 aprile 1606 nel palazzo episcopale. È inumato nella cripta della cattedrale.

## Successione apostolica
La successione apostolica è:
- Vescovo Bartolomé de Ledesma, O.P. (1584)
- Vescovo Francisco Santos García de Ontiveros y Martínez (1593)
- Arcivescovo Ignacio Santibáñez, O.F.M.Obs. (1597)
- Vescovo Pedro de Agurto, O.S.A. (1597)
- Arcivescovo Bartolomé Lobo Guerrero (1597)
- Vescovo Baltazar de Covarrubias y Múñoz, O.S.A. (1603)